# Hans-Ullrich Sandig
Hans-Ullrich Sandig (Dresda, 14 novembre 1909 – Dresda, 25 maggio 1979) è stato un astronomo tedesco.

## Biografia
Figlio di una coppia di architetti, rimase orfano del padre Karl, morto durante la prima guerra mondiale. Conseguì la laurea in matematica, fisica e geodesia nel 1928 presso l'Università Tecnica di Dresda. Per approfondire la conoscenza dell'astronomia, l'anno successivo si recò all'Università di Bonn, per poi seguire nel 1930 il proprio professore, Josef Hopmann,  all'Università di Lipsia dove sostenne con lui l'esame di stato. Completò invece gli studi di fisica sotto l'insegnamento di Werner Karl Heisenberg. Nel 1933 ottenne il dottorato con una tesi intitolata Indagine fotometrica del sistema β Lyrae. Successivamente, e fino al 1937, lavorò all'osservatorio dell'Università di Breslavia come assistente di Eric Schoenberg. Trascorse diciotto mesi a Windhoek, nell'odierna Namibia, studiando la luminosità della Piccola Nube di Magellano di cui ne fece l'oggetto della propria tesi in astronomia, sostenuta nel 1941.
Dopo la seconda guerra mondiale, durante la quali subì gravi ferite, lavorò all'osservatorio del dottor Remeis a Bamberga a fianco di Ernst Zinner. Nel 1949 si trasferì ad Offenbach e dal 1951 assunse l'incarico di relatore per gli sviluppi strumentali all'Istituto di Geodesia applicata a Francoforte sul Meno. Nel 1956 venne nominato professore presso il Dipartimento di astronomia geodetica all'Università Tecnica di Dresda e assunse la carica di direttore del nuovo Istituto Lohrmann per l'astronomia geodetica, partecipando anche all'anno geofisico internazionale. Tra il 1960 e il 1967 fu responsabile ad interim della sezione di Astronomia geodetica presso l'ex Istituto Geodetico dell'Accademia tedesca delle Scienze di Potsdam. Nel 1975 divenne professore emerito. Morì per problemi cardiaci nel 1979. Il Minor Planet Center gli accredita la scoperta dell'asteroide 4680 Lohrmann effettuata il 31 agosto 1937.